# Transito di Mercurio da Venere
| Transiti di Mercurio da Venere | Transiti di Mercurio da Venere |
| ------------------------------ | ------------------------------ |
| 17 novembre 2005               |                                |
| 4 giugno 2007                  |                                |
| 3 giugno 2011                  |                                |
| 18 dicembre 2012               |                                |
| 17 dicembre 2016               |                                |
| 2 luglio 2022                  |                                |
| 16 gennaio 2028                |                                |
| 1º agosto 2033                 |                                |
| 24 giugno 2058                 |                                |
| 24 giugno 2062                 |                                |
| 9 gennaio 2064                 |                                |
| 8 gennaio 2068                 |                                |
| 25 luglio 2069                 |                                |

Un transito di Mercurio viene osservato da Venere ogni qualvolta Mercurio si interpone fra il pianeta e il Sole, oscurandone una piccola parte del disco; durante un simile evento, un ipotetico osservatore su Venere potrebbe osservare Mercurio come un disco nero che attraversa il disco solare.
In occasione di questo fenomeno Venere appare, per un osservatore situato su Mercurio, uniformemente illuminato, trovandosi in una configurazione nota come opposizione.

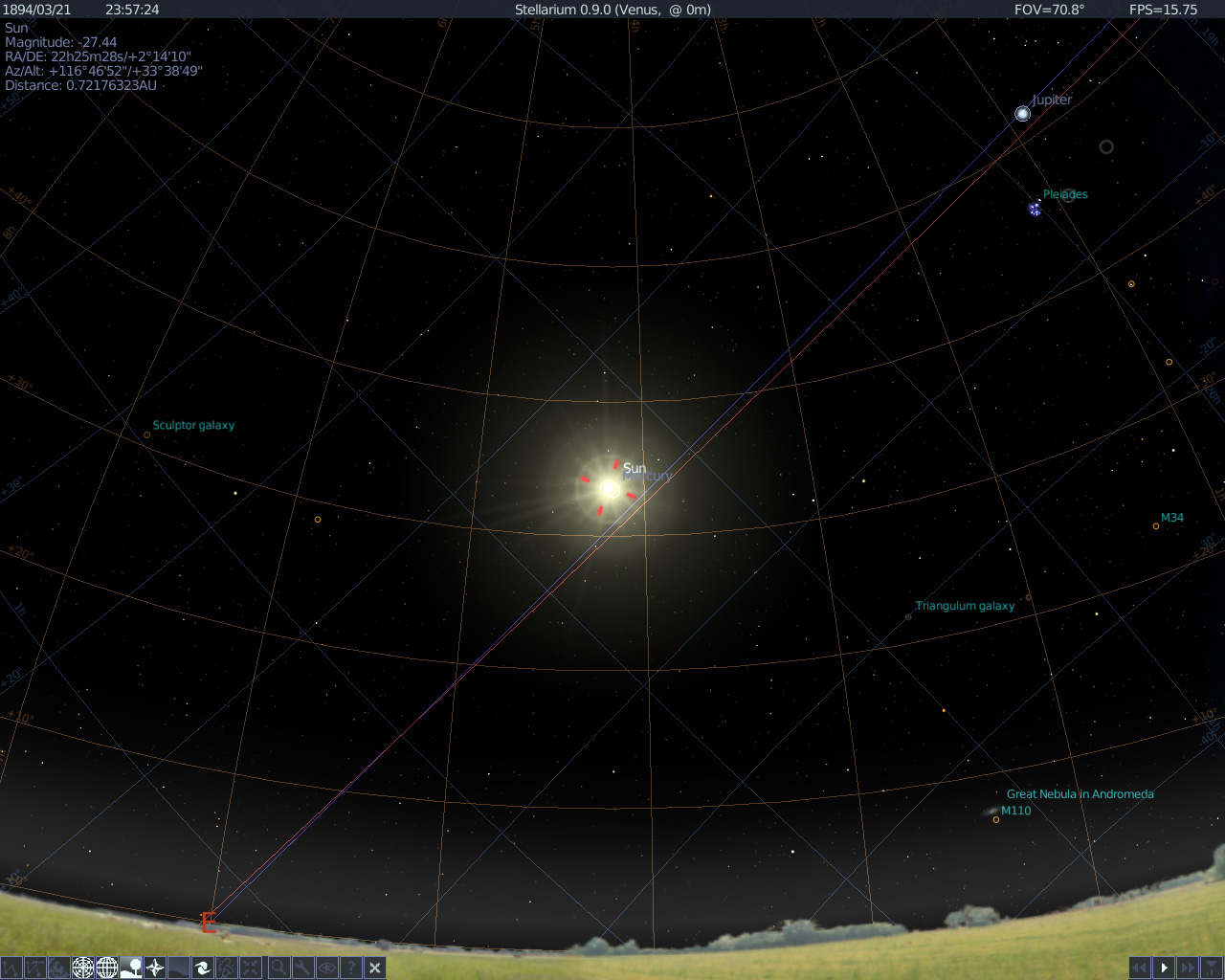
Transito di Mercurio del 1894 visto da un ipotetico osservatore su Venere. Ricostruzione del software stellarium

In occasioni particolari il fenomeno può essere visibile da diversi pianeti; ad esempio il 21 marzo 1894 si sono verificati simultaneamente un transito di Mercurio da Venere, un transito di Mercurio da Saturno ed un transito di Venere da Saturno.

## Osservazione del transito
Nessun transito di Mercurio da Venere è mai stato osservato.
Si tratterebbe dell'unico transito planetario visibile da Venere, se si escludono quelli dovuti alla presenza di potenziali sonde spaziali in orbita attorno al pianeta.

## Periodicità dei transiti
I transiti di Mercurio da Venere si ripetono in maniera irregolare, succedendosi al ritmo di diversi eventi per decennio, per poi interrompersi per periodi lunghi fino a un quarto di secolo. La loro frequenza risulta leggermente superiore rispetto a quella dei transiti di Mercurio visti da Terra.
Il periodo sinodico Mercurio-Venere è pari a 144,5662 giorni, come si ricava dalla formula
{\displaystyle {\frac {1}{{\frac {1}{P}}-{\frac {1}{Q}}}}}
dove P è il periodo orbitale di Mercurio (89,968435 giorni), e Q di Venere (224,695434 giorni).
L'inclinazione dell'orbita di Mercurio rispetto all'eclittica di Venere è pari a 4,33° (per confronto, l'inclinazione rispetto all'eclittica terrestre, detta semplicemente eclittica, è di 7,00°).